# Phil Simms
Phillip Martin "Phil" Simms (3 de novembro de 1954, Lebanon, Kentucky) é um ex-jogador de futebol americano que atuava na posição de quarterback e atualmente é comentarista esportivo para a CBS. Depois de uma grande carreira na universidade, Simms foi selecionado na primeira rodada do Draft pelo New York Giants da National Football League (NFL). Simms atuou toda sua carreira pelos Giants e foi nomeado Jogador Mais Valioso (MVP) do Super Bowl XXI, depois que ele liderou os Giants para a vitória soobre o Denver Broncos por 39 a 20 e quebrou o recorde de mais passes completados num super bowl (20 tentativas), com 22 de 25 passes. Ele também foi selecionado para o Pro Bowl em 1985 e 1993.
Ele terminou sua carreira com 33.462 jardas aéreas e agora tem uma carreira bem sucedida como comentarista esportivo de partidas da NFL, primeiro trabalhando como analista para a ESPN, depois como comentarista para NBC, e depois foi para a CBS. Ele é pai dos quarterbacks Chris Simms, ex-Universidade do Texas, e Matt Simms, (ex-University of Tennessee).

## Estatísticas
| Ano   | Time            | Jogos | Ten   | Com   | Pct   | Jardas | TD  | Int | Rating |
| ----- | --------------- | ----- | ----- | ----- | ----- | ------ | --- | --- | ------ |
| 1979  | New York Giants | 12    | 265   | 134   | 50,6% | 1 743  | 13  | 14  | 66,0   |
| 1980  | New York Giants | 13    | 402   | 193   | 48%   | 2 321  | 15  | 19  | 58,9   |
| 1981  | New York Giants | 10    | 316   | 172   | 54,4% | 2 031  | 11  | 9   | 74,0   |
| 1983  | New York Giants | 2     | 13    | 7     | 53,8% | 130    | 0   | 1   | 56,6   |
| 1984  | New York Giants | 16    | 533   | 286   | 53,7% | 4 044  | 22  | 18  | 78,1   |
| 1985  | New York Giants | 16    | 495   | 275   | 55,6% | 3 829  | 22  | 20  | 78,6   |
| 1986  | New York Giants | 16    | 468   | 259   | 55,3% | 3 487  | 21  | 22  | 74,6   |
| 1987  | New York Giants | 9     | 282   | 163   | 57,8% | 2 230  | 17  | 9   | 90,0   |
| 1988  | New York Giants | 15    | 479   | 253   | 54,9% | 3 359  | 21  | 11  | 82,1   |
| 1989  | New York Giants | 15    | 405   | 228   | 56,3% | 3 061  | 14  | 14  | 77,6   |
| 1990  | New York Giants | 14    | 311   | 184   | 59,2% | 2 284  | 15  | 4   | 92,7   |
| 1991  | New York Giants | 6     | 141   | 82    | 58,3% | 993    | 8   | 4   | 87,0   |
| 1992  | New York Giants | 4     | 137   | 83    | 60,6% | 812    | 5   | 3   | 83,3   |
| 1993  | New York Giants | 16    | 400   | 247   | 61,8% | 3 038  | 15  | 9   | 88,3   |
| Total |                 | 164   | 4 647 | 2 576 | 55,4% | 33 462 | 199 | 157 | 78,5   |

Abreviaturas:

Ten= Passes tentados

Com= Passes completados

Pct= Percentual de acerto

TD= Touchdowns

Int= Interceptação